# 森特勒爾鎮區 (內布拉斯加州諾克斯縣)
森特勒爾鎮區（英語：Central Township）是位於美國內布拉斯加州諾克斯縣的一個行政鎮區。

## 地方資料
森特勒爾鎮區的面積為93.15平方千米，皆為陸地。根據2020年美國人口普查的數據，當地共有人口80人，而人口密度為每平方千米0.86人。